# Crematogaster bakeri
Crematogaster bakeri är en myrart som beskrevs av Menozzi 1925. Crematogaster bakeri ingår i släktet Crematogaster och familjen myror. Inga underarter finns listade i Catalogue of Life.